# Estadio Ciudad del Centenario
El Estadio Ciudad del Centenario está ubicado entre las Avenidas Libertador General José de San Martín, Provincias Unidas del Río de la Plata, Presidente Bernardino Rivadavia y Provincia de Santa Fe, en la ciudad de Río Gallegos, Provincia de Santa Cruz, República Argentina, con una capacidad máxima de 5000 espectadores, se convierte en el más grande estadio de la ciudad y de la provincia.

## Características
Sus canchas principales son las de básquet, y la de fútbol, cuenta para rugby, y tenis, cancha de squash, sector de bufé, sector de sanitarios, vestuarios, cuenta con varios camarines, baños para cada sexo, lugar para la venta de entradas, pasillos, cocina, limpieza, además de ser usado como escenario de los cantantes, entre muchas otras cosas.

## Visitas realizadas en el Boxing Club
- Piñón Fijo
- Bersuit Vergarabat
- Marco Antonio Solís
- Piñón Fijo - Carlos Balá
- Charly García
- Los Piojos
- Soledad
- Pimpinela
- Martín Palermo
- Los Nocheros
- Ricardo Montaner
- La Renga
- Ricardo Arjona
- Selección Argentina de Basketball
- Néstor Kirchner
- 100% Lucha
- Chaqueño Palavecino
- Miranda!
- No te va gustar
- Ariel Ortega
- Fernando Cavenaghi
- Peteco Carabajal
- Babasonicos
- Los Tekis
- Los Palmeras
- Divididos
- Andrés Calamaro
- Playground (Disney)
- La Beriso
- Abel Pintos
- Manu Ginobili
- Jauría (banda)
- Fabricio Oberto
- Junior Express
- Iñaki Urlezaga
- Siete Venas
- Enzo Francescoli
- Ulises Bueno
- Cristina Fernández de Kirchner
- Marcos René Maidana
- Ecko